# Muramvya
Muramvya é uma província do Burundi. Sua capital é a cidade de Muramvya.

## Comunas
Muramvya está dividida em 5 comunas:
- Bukeye
- Kiganda
- Mbuye
- Muramvya
- Rutegama

## Demografia
| 2001    | 2011    |
| 259.994 | 321.771 |